# 劉鈺德
劉鈺德（？—？），河南人，清朝政治人物。拔贡出身。
光绪二十三年，擔任清朝廣東省潮州府豐順縣知縣。后由林兆鏞接任。